# Miminegash
Miminegash es un municipio rural canadiense situado en la provincia de Isla del Príncipe Eduardo.

## Superficie
Miminegash tiene una superficie de 1,88 km².

## Demografía
En 2021, tenía 148 habitantes, una densidad poblacional de 78,5 hab./km², y 74 viviendas.